# Citigroup Center
O Citigroup Center, antes chamado de Citicorp Center e hoje chamado oficialmente de 601 Lexington Avenue, é um arranha-céu de escritórios localizado em Midtown Manhattan na cidade de Nova Iorque, Estados Unidos. Foi inaugurado em outubro de 1977 para o Citibank e tem 279 metros de altura e uma área de escritório de 120 mil metros quadrados espalhados por 59 andares. O edifício foi projetado pelo arquiteto Hugh Stubbins e pelos engenheiros estruturais William LeMessurier e James Ruderman.
O Citigroup Center ocupa boa parte de um quarteirão entre as Avenidas Lexington e Terceira e as Ruas 53 e 54. A compra do terreno ocorreu entre 1968 e 1973, com a Igreja Luterana de São Pedro só vendendo seu terreno sob a condição de que uma nova igreja fosse construída na base da torre. O projeto foi anunciado em julho de 1973 e as obras começaram em abril de 1974. Sua estrutura interna precisou ser fortalecida menos de um ano depois da inauguração quando foi descoberto que, por uma falha de projeto, o edifício era vulnerável a ventos fortes. O Citigroup Center foi adquirido pela Boston Properties em 2001 e designado como um marco da cidade de Nova Iorque em dezembro de 2016. Os espaços públicos do edifício foram renovados em 1995 e 2017.
A base do edifício inclui quatro palafitas gigantes que são localizadas no centro das fachadas em vez de nos cantos. Seu teto tem uma angulação de 45 graus. No canto nordeste está a Igreja Luterana de São Pedro, uma estrutura de granito também projetada por Stubbins. Na base do edifício está uma praça abaixo do nível da rua, uma área de alimentação e entradas para a igreja e para uma estação do metrô de Nova Iorque. A estrutura interna do Citigroup Center contém suportes de carga na forma de chevrons invertidos. Avaliações da crítica arquitetônica foram mistas sobre seu projeto, mas mesmo assim ele recebeu alguns prêmios.

## Local
O Citigroup Center está localizado no número 601 da Avenida Lexington no bairro de Midtown Manhattan na cidade de Nova Iorque, Estados Unidos. Ocupa a maior parte de um quarteirão delimitado pela Avenida Lexington ao oeste, a Rua 54 ao norte, a Terceira Avenida ao leste e a Rua 53 ao sul. O lote ocupa 6 556,4 metros quadrados com um comprimento de 61 metros na Lexington e 99 metros de oeste-leste. O edifício compartilha o quarteirão com o 880 Third Avenue, um prédio de dezoito andares de altura que fica na esquina sudoeste do quarteirão, na Rua 53 com a Terceira Avenida. Outras construções próximas incluem o 599 Lexington Avenue ao sul, o Selene e o Edifício Seagram ao sudoeste, o 399 Park Avenue ao oeste, a Sinagoga Central ao noroeste e o Edifício Batom ao leste. A estação Lexington Avenue/51st Street do Metrô de Nova Iorque fica diretamente abaixo do edifício.
Trinta e um lotes foram adquiridos e liberados para dar espaço ao Citigroup Center. A parte da Rua 54 era ocupada principalmente por casas. Alguns outros lotes tinham espaços comerciais, desde pequenas lojas até o sofisticado Cafe Chauveron. Também havia o Medical Chambers na Rua 54, propriedade de uma cooperativa de médicos. A Igreja Luterana de São Pedro ocupa a esquina da Avenida Lexington com a Rua 54; o santuário foi reconstruído quando o Citigroup Center foi desenvolvido.

### Mobiliário urbano

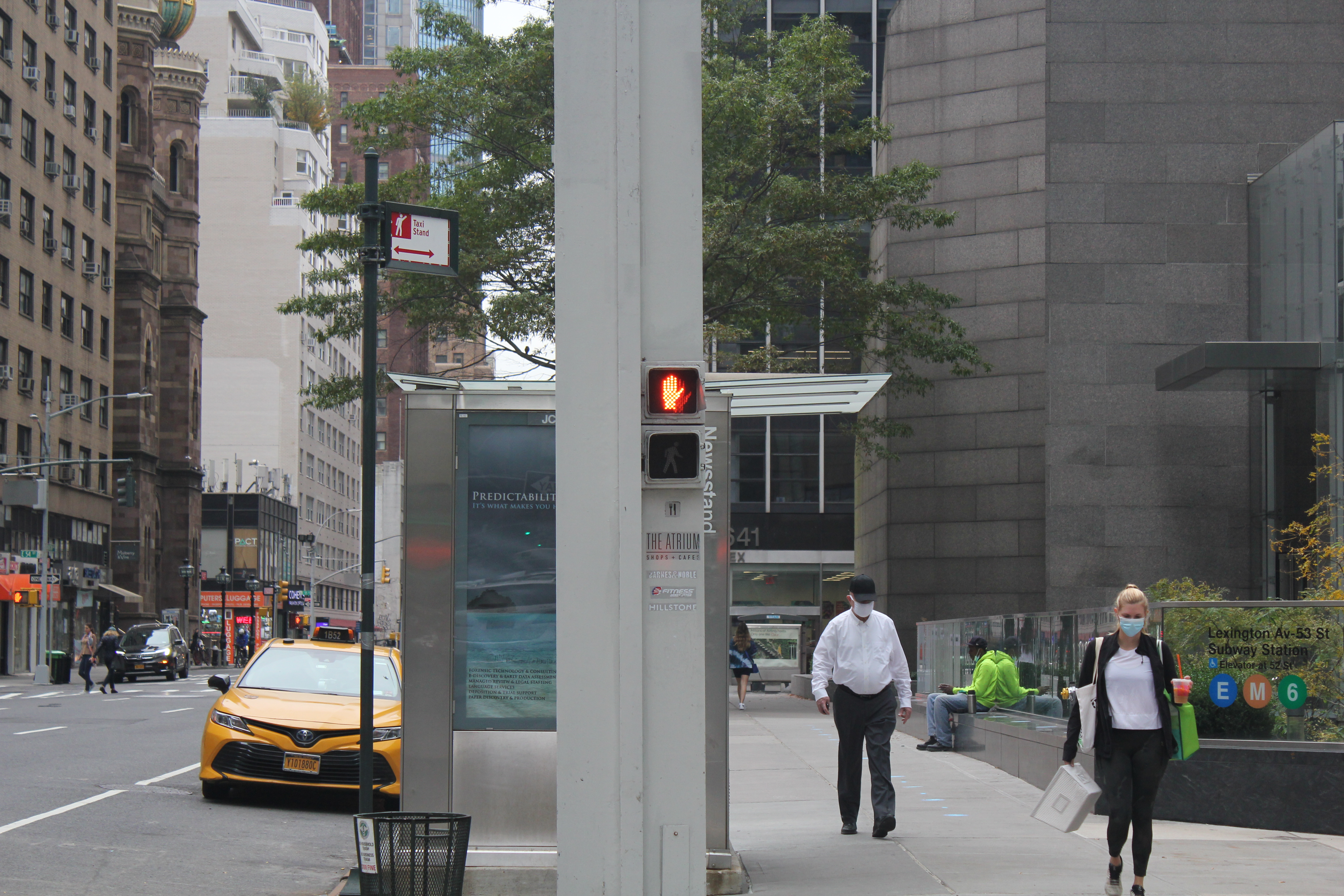
Um semáforo de pedestres na esquina da Avenida Lexington com a Rua 53

Mobiliários urbanos customizados – incluindo bancas de jornal, mastros de bandeira e postes de luz – foram projetados para as calçadas ao redor do Citigroup Center. A Designetics, uma empresa de Nova Jérsei, desenhou postes com uma seção transversal cruciforme com lâmpadas no topo. Sete postes de luz foram colocados nas ruas ao redor do quarteirão. Três postes – nas esquinas noroeste, nordeste e sudoeste – incluem semáforos de trânsito e pedestres. Os postes foram inicialmente projetados com um "acabamento preto brilhante" que contrastava com a fachada de alumínio do edifício, mas até 2016 eles foram pintados de cinza. Thomas de Monchaux da revista The New Yorker descreveu os postes em 2017 como "torres esculturais dignas de Brancusi".

## História
O First National City Bank, depois chamado de Citibank, foi fundado em 1812. Por mais de um século sua sede ficava no Distrito Financeiro na Baixa Manhattan. A sede da empresa era no 52 Wall Street até 1908, quando mudou para o 55 Wall Street. O First National City Bank se fundiu com o Farmers' Loan and Trust Company em 1929, formando a City Bank Farmers Trust, que se mudou para o novo 20 Exchange Place assim que este ficou pronto em 1931. Um escritório em Midtown no 399 Park Avenue, um quarteirão ao oeste de onde o Citigroup Center está hoje, foi inaugurado em 1961.
Na esquina da Avenida Lexington com a Rua 54 ficava a Igreja Luterana de São Pedro, que foi fundada em 1862 por uma congregação falante de alemão. A igreja ocupou de 1871 a 1902 um edifício na esquina da Lexington com a Rua 46 que foi demolido para a construção da Estação Grand Central. Isto fez com que a congregação mudasse para um novo edifício gótico projetado por John G. Michel e P. Brandner, finalizado em 1905. A congregação em seu auge tinha mais de mil membros, mas até a década de 1960 esse número caiu para menos de trezentos, fazendo com que a igreja considerasse se mudar para algum lugar próximo da Sede da Organização das Nações Unidas.

### Planejamento

#### Aquisição do terreno

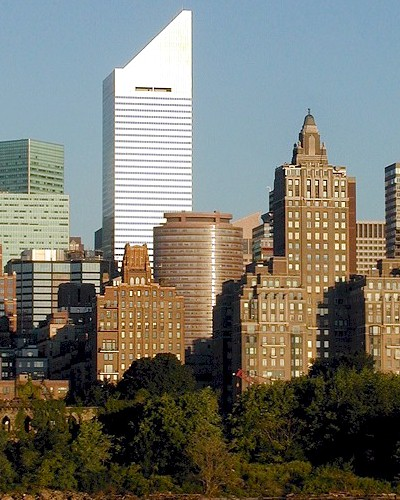
O Citigroup Center visto da Ilha Roosevelt

Lotes no quarteirão da igreja começaram a ser adquiridos secretamente em 1968 e continuaram por cinco anos e meio. As aquisições foram lideradas pelos corretores Donald Schnabel e Charles McArthur da Julien J. Studley Inc.. Os corretores acreditavam que um terreno grande e contíguo valeria mais do que a soma do valor de todos os lotes individualmente, porém a empresa na época ainda não tinha um cliente para qual estava comprando os lotes. Nessa época o número de membros da Igreja Luterana de São Pedro estavam crescendo de novo e a congregação estava relutante em se desfazer de sua propriedade. Um corretor da Studley informou um empresa chamada Lexman, com esta por sua vez abordou aquela que tinha se tornado a First National City Bank com o objetivo de determinar seu interesse na aquisição do quarteirão, que ficava um quarteirão ao leste de sua sede na época. A Lexman gradualmente adquiriu os lotes restantes do quarteirão.
A firma de corretagem negociou novamente com a igreja no final de 1969 depois de alguns lotes terem sido adquiridos. John White, presidente da firma de consultoria James D. Landauer Associates, propôs que uma nova estrutura novo local fosse um empreendimento em condomínio; ou seja, a igreja teria uma participação parcial no novo empreendimento. A congregação assinou em fevereiro de 1970 uma carta de intenções de vender seu edifício, bem como os direitos aéreos, para o First National City Bank. Em troca, ela receberia nove milhões de dólares e seria nomeada uma parceira em condomínio no empreendimento do edifício. A congregação teve um lucro líquido de quatro milhões de dólares, pois seu novo prédio custaria cinco milhões. Os membros da congregação aprovaram formalmente a venda em maio de 1971.
A Hugh Stubbins & Associates foi contratada para desenvolver os planos do edifício e a igreja contratou Edward Larrabee Barnes no início de 1971 como consultor. A Stubbins na época tinha relativa pouca experiência em arranha-céus. Franklin Whitehouse do The New York Times caracterizou o local como um "anexo" ao prédio principal do First National City Bank no 399 Park Avenue. Com a aprovação da venda da igreja e construção de um novo edifício, a congregação se mudou no início de 1973 para um local temporário na Igreja Presbiteriana Central. A aquisição de terreno já estava quase finalizada em julho de 1973, porém o último lote só foi comprado em novembro de 1975, aquele do número 884 da Terceira Avenida. O custo total do terreno foi de quarenta milhões de dólares, tornando-se o quarteirão urbano mais caro do mundo na época. O único lote que não foi comprado o 880 Third Avenue, que tinha sido construído em 1965 e assim os corretores consideraram que era muito novo para ser demolido.

#### Projeto e aprovação
Stubbins e seus associados, além daquilo que se tornou o projeto final, estudaram pelo menos seis outras propostas para a torre com diferentes versões de cobertura. Os planos iniciais tinham palafitas sob cada canto do edifício. Estas ideias foram descartadas porque a palafita de noroeste ficaria sobre a Igreja Luterana de São Pedro e esta queria que seu santuário fosse estruturalmente separado da torre. Antes dos planos oficiais para o edifício serem anunciados, os arquitetos projetaram um telhado inclinado em 45 graus que teria aproximadamente cem terraços de apartamentos virados para o oeste, porém o Departamento de Planejamento Urbano da Cidade de Nova Iorque não aprovou uma mudança de zoneamento que permitiria esse uso. Os arquitetos então giraram o telhado para o sul para acomodar coletores solares.
Os planos para o Citicorp Center, como era chamado na época, foram revelados publicamente em 24 de julho de 1973. Esses planos eram para uma torre de 280 metros de altura com palafitas no centro de cada lateral, estes com uma altura de 34 metros acima do nível da rua. O projeto também incluiria um anexo de oito andares, três para varejo, uma praça pública paisagística e um novo edifício para a igreja. O antigo edifício da igreja foi demolido em meados de 1973, enquanto o First National City Bank passou a ser conhecido como Citibank, uma subsidiária da Citicorp. O pastor Ralph E. Peterson da Igreja Luterana de São Pedro descreveu o projeto como "um empreendimento muito ousado em um ambiente urbano". Os planos também incluíram, por insistência de Peterson, uma praça pública com lojas. Os planos iniciais era para que a igreja tivesse um projeto cúbico; o projeto final do santuário, com uma claraboia diagonal, foi anunciado em abril de 1974. O governo municipal aprovou os planos ainda em 1973.

### Construção
As cerimônias de início das obras ocorreram em abril de 1974, mas os trabalhos só foram começar doze meses depois. A construção foi supervisionada por Vivian Longo, que estava com 25 anos de idade quando as obras terminaram em 1977. Citicorp Center foi uma das poucas grandes estruturas erguidas em Manhattan em meados da década de 1970. Mais de mil pessoas trabalharam na construção em seu auge, com 565 simultaneamente no local. O esqueleto de aço foi completado até o décimo oitavo andar no final de 1975. A torre chegou no topo em 7 de outubro de 1976, sendo previsto que o Citicorp Center seria a única grande estrutura finalizada em Nova Iorque em 1977.
A pedra fundamental da Igreja Luterana de São Pedro foi colocado em 31 de outubro de 1976. O Citibank adquiriu em dezembro dois edifícios nos números 148 e 152 da Rua 53, imediatamente ao sul da nova torre. A empresa não tinha a intenção de realizar algum empreendimento nesses locais, mas eles sediavam bares de striptease e as autoridades do Citibank acharam que isto diminuiria o valor da torre. Arthur E. Driscoll, o vice-presidente do banco para gestão imobiliária, estudou os índices de vacância em catorze "edifícios de escritórios de primeira linha" próximos enquanto o Citicorp Center estava sendo desenvolvido. Os primeiros inquilinos se mudaram para o prédio em abril de 1977. O edifício já estava 96 por cento aluado em agosto, mesmo com a média do preço dos aluguéis sendo maiores que de outros edifícios próximos.

### Primeiros anos

#### Inauguração

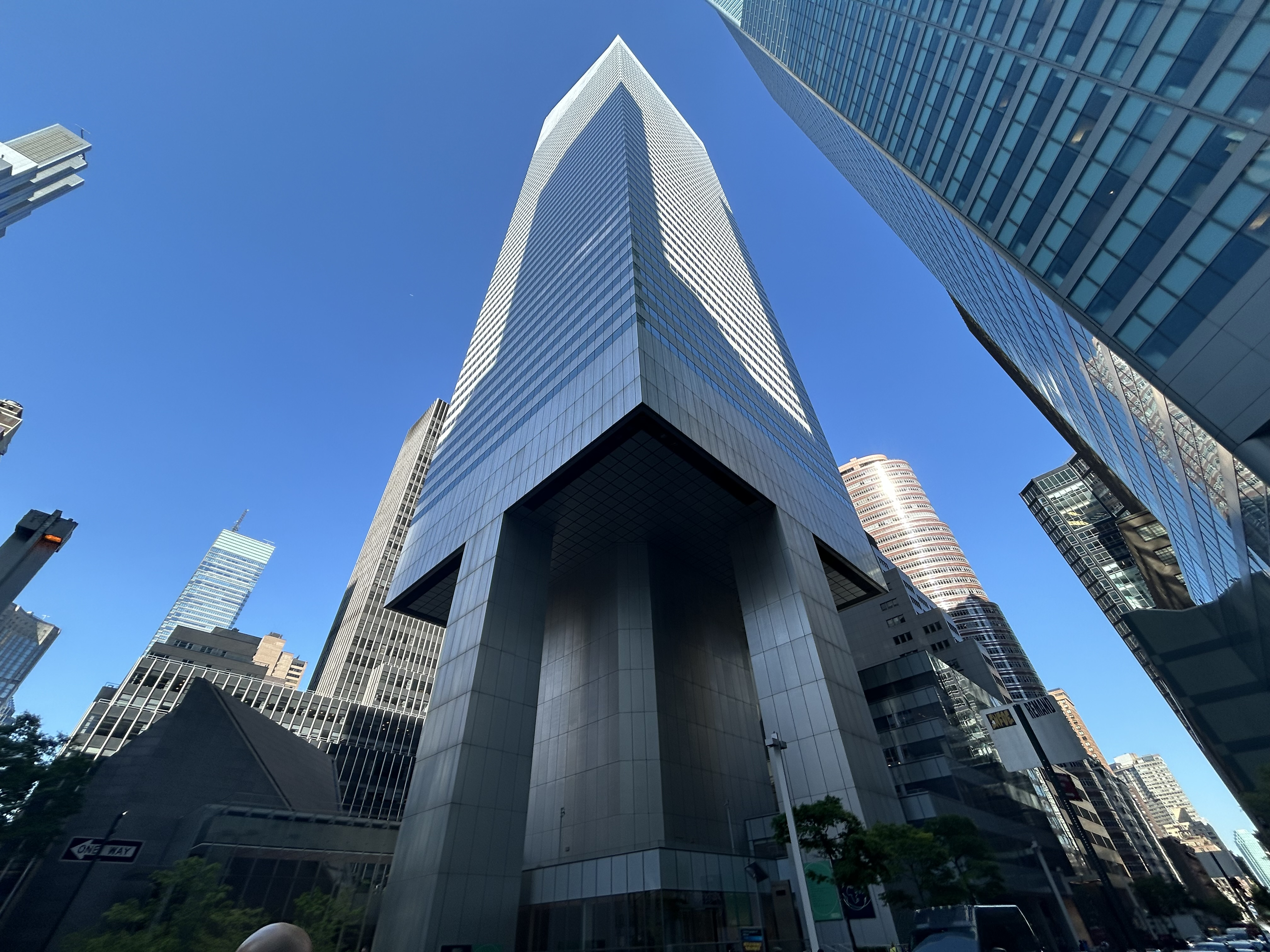
O Citigroup Center visto da Lexington

O Citicorp Center foi inaugurado em 12 de outubro de 1977, com Stubbins dando um discurso durante a cerimônia e descrevendo o edifício como um "arranha-céu para o povo". Quase todos os espaços no complexo de varejo na base do prédio, cohamado de Mercado, tinham sido alugados, com mais de trezentos varejistas tendo se candidatado para operarem lojas. A maior parte do Mercado foi alugado pela revendedora de móveis Conran's, ocupando 3,7 mil metros quadrados mas alguns outros espaços comerciais incluíam restaurantes de vários países. O Citibank planejava ocupar 56 mil metros quadrados, ou 26 andares, transferindo seus escritórios de outros cinco endereços em Manhattan. Os andares restantes foram ocupados por diversas empresas, incluindo firmas de advocacia e contabilidade, bem como o consulado geral do Japão e a empresa de tecnologia IBM.
Os últimos elementos da Igreja Luterana de São Pedro estavam sendo instalados quando o Citicorp Center foi inaugurado. A igreja foi inaugurada em 4 de dezembro de 1977, enquanto a Capela Nevelson foi inaugurada separadamente no mesmo mês. O telhado inclinado da torre inicialmente criou um problema de gelo durante o inverno, pois neve e gelo escorregavam e caíam na calçada. Além disso, o saguão de compras era inicialmente pouco utilizado porque o público desconhecia da sua existência. A praça na Avenida Lexington foi inaugurada em julho de 1978. A Igreja Luterana de São Pedro enfrentou dificuldades financeiras durante os primeiros anos do complexo por conta dos altos custos de serviços públicos, bem como inflação e pouca experiência em investimentos, mesmo com a igreja ganhando dinheiro de aluguel de alguns dos espaços que era dona no Citicorp Center. Por volta de 25 mil visitantes diários passavam pelo saguão de compras em 1980, mas algumas lojas já tinham fechado pela falta de clientes.

#### Crise de engenharia
O Citicorp Center como finalizado, por conta de escassez de materiais durante a construção, era vulnerável a cair sob ventos fortes. O projeto original do engenheiro estrutural William LeMessurier para os suportes de peso em formato de chevrons invertidos da estrutura interna usava juntas soldadas. Entretanto, a siderúrgica Bethlehem Steel alterou os planos em 1974 para economizar dinheiro e passou a usar juntas rebitadas, algo aceito pelo escritório de LeMessurier mas que não foi informado ao próprio engenheiro. Além disso, LeMessurier originalmente apenas precisou calcular cargas de vento vindos de ventos perpendiculares, como era exigido pelo código de construção da época; cargas de ventos de quarto nos cantos de edifícios comuns normalmente seriam menores. A estudante de engenharia Diane Hartley fez perguntas sobre o assunto em junho de 1978, fazendo LeMessurier recalcular as cargas de vento no edifício levando em conta ventos de quarto. Ele descobriu que tais ventos iriam aumentar significativamente a carga sobre as juntas rebitadas. LeMessurier realizou testes sobre a segurança estrutural do edifício, descobrindo que ventos capazes de derrubar o Citicorp Center teriam uma chance de 1 em 55 de ocorrer anualmente, ou uma chance de 1 em 16 caso o amortecedor de massa sintonizada no telhado não estivesse funcionando.
LeMessurier propôs soldar placas de aço sobre as juntas rebitadas, com Karl Koch Erecting sendo contratado para supervisionar o processo de solda. Equipes de construção começaram a instalar os painéis soldados em agosto de 1978 durante a noite. Os consertos terminaram em outubro, depois dos quais o engenheiro afirmou que um vento forte o bastante para derrubar o edifício só teria uma chance de 1 em 700 de ocorrer em determinado ano. Esses trabalhos não foram divulgados na época, principalmente porque ocorreu durante uma greve dos jornais de Nova Iorque, com pouquíssimas pessoas tendo sido notificadas sobre os problemas. Como nenhuma falha estrutural ocorreu, o tamanho da crise só foi ser revelado em maio de 1995 em um artigo da revista The New Yorker. O Instituto Nacional de Padrões e Tecnologia fez uma reavaliação da crise em 2019 usando tecnologias modernas, indicando que as cargas de ventos de quarto não eram tão grandes quanto LeMessurier e Hartley pensavam.

#### Anos 1980 e 1990

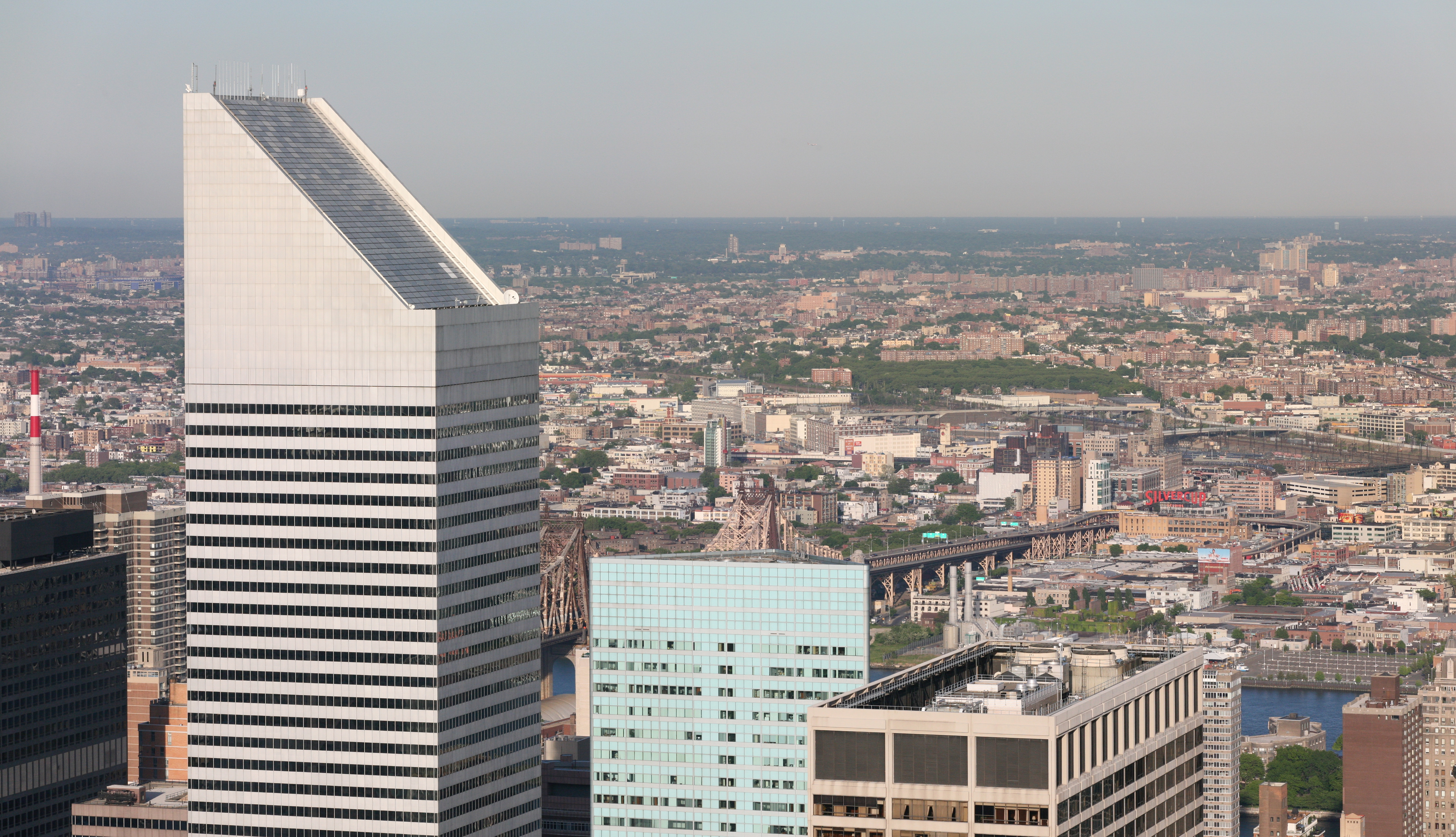
O Citigroup Center visto do Rockefeller Center, com o Queens ao fundo

O Citicorp Center tinha sido dividido em três participações acionárias diferentes no estilo de um condomínio. Um destes era propriedade da Igreja Luterana de São Pedro, enquanto os outros dois eram participações de 61,55 e 32,85 por cento dos andares de escritórios. A Citicorp vendeu em outubro de 1987 a participação de 61,55 por cento, equivalente do 23º ao 59º andares, mais um terço de sua participação na sua antiga sede no 399 Park Avenue por 670 milhões de dólares para a japonesa Dai-ichi Mutual Life Insurance. A Citicorp usou este dinheiro para diminuir suas perdas, que na primeira metade de 1987 totalizaram 2,32 bilhões de dólares; ela continuou a ser proprietária das participações dos andares restantes. A empresa na época estava desenvolvendo o One Court Square no bairro de Long Island City no Queens, do outro lado do rio Leste. Este novo edifício ficava a uma estação de metrô de distância do Citicorp Center e 399 Park Avenue, permitindo que a Citicorp dividisse seus escritórios entre os prédios.
O átrio do Mercado se deteriorou nas décadas após a inauguração. A Citicorp iniciou em maio de 1995 uma renovação de quinze milhões de dólares e dezoito meses, com o novo projeto sendo da Gwathmey Siegel & Associates Architects. Os pavimentos de tijolos foram substituídos por marmorite, novas sinalizações foram instaladas do lado de fora e elementos de circulação, como escadas rolantes, foram rearranjados. O novo saguão de compras foi renomeado Shops at Citicorp Center e a livraria Barnes & Noble foi nomeada a principal inquilina, ocupando 3,7 mil metros quadrados.

### Século XXI
O edifício passou a ser conhecido como Citigroup Center e foi colocado à venda no final de 2000 pela Jones Lang LaSalle, a corretora da Dai-ichi. O Citigroup, que foi formado em 1998 pela fusão da Citicorp com a The Travelers Companies, fez um arranjo com a Dai-ichi para que as duas participações de condomínio fossem vendidas. Richard e Eric D. Hadar, pai e filho, fizeram uma oferta de 725 milhões de dólares em janeiro de 2001 para a participação da Dai-ichi. Eric Hadar fez uma primeira hipoteca de 525 milhões da Deutsche Bank e um empréstimo empréstimo mezanino de 150 milhões do governo de Singapura. A venda foi adiada depois da Boston Properties ter se oferecido para comprar a participação da Dai-ichi. A Allied Partners, a companhia de Hadar, junto com a Boston Properties, finalizaram a compra das duas participações de condomínio em abril. O preço foi de 755 milhões de dólares, incluindo custos de fechamento e impostos, com o Citigroup se mudando de volta para o 399 Park Avenue. Uma das palafitas foi reforçada estruturalmente depois do ataques de 11 de setembro, com pilares de estrada protetores também sendo instalados nas calçadas.
A Boston Properties comprou a participação da Allied Partners no Citigroup Center em 2006 por cem milhões de dólares. A empresa neste mesmo ano passou a chamar o edifício como 601 Lexington Avenue. Um novo saguão na Avenida Lexington foi construído e a entrada princcipal do edifício foi mudada da Rua 53 para a Avenida Lexington. Além disso, uma rampa foi instalada na Rua 53 e uma recepção foi colocada na entrada norte da Igreja Luterana de São Pedro. A mudança de nome entrou em efeito em 2010. A Boston Properties também considerou vender os direitos de nome do edifício. O Citigroup estava ocupando apenas três andares do prédio em 2013. A Boston Properties no ano seguinte vendeu 45 por cento do 601 Lexington Avenue, junto com participações proporcionais do Edifício Atlantic Wharf Office e do 100 Federal Street em Boston, para companhias associadas ao Norges Bank Investment Management. Essas empresas pagaram um total de 1,5 bilhões de dólares.
A Comissão de Preservação de Marcos da Cidade de Nova Iorque propôs em 2016 proteger doze edifícios em East Midtown, incluindo o 601 Lexington Avenue, em antecipação a propostas de mudança de zoneamento na área. A Boston Properties estava na época considerando renovações no prédio; a empresa tinha apresentado em julho planos para a alteração da praça também estava esvaziando o anexo de escritórios. A comissão designou o 601 Lexington Avenue como um marco da cidade em 6 de dezembro de 2016. Essa designação fez do edifício o marco mais jovem da cidade até então. A Boston Properties anunciou no mesmo mês planos para renovar o anexo, que foi renomeado para 159 East 53rd Street. A firma de arquitetura Gensler revelou em março de 2017 seu projeto para uma praça reformada e novo espaço do átrio. Os trabalhos na praça começaram em junho; o chafariz original, que fazia parte da designação de marco, foi demolido. Todo o espaço do 159 East 53rd Street foi alugado em 2018 para a NYU Langone Health. As renovações terminaram no final de 2019 e Anna Castellani arrendou o salão de alimentação de 930 metros quadrados na base da torre. A empresa britânica etc.venues passou a operar o centro de conferências de 2,8 mil metros quadrados no décimo quarto andar em outubro de 2019.
A Boston Properties, renomeada BXP, Inc., converteu o saguão de compras em uma praça de alimentação chamada Hugh em 2021. A BXP e a Norges Bank Investment Management refinanciaram o edifício em dezembro com uma hipoteca de um bilhão de dólares vindos de quatro bancos. Os espaços de escritórios estavam na época 96,3 por cento ocupados e os inquilinos consistiam principalmente de firmas financeiras e de advocacia. A Blackstone era em 2022 uma das maiores inquilinas do 601 Lexington Avenue com um espaço de 30,3 mil metros quadrados. Outros grandes inquilinos incluíam o Citibank, a Kirkland & Ellis e a Freshfields Bruckhaus Deringer.

## Arquitetura

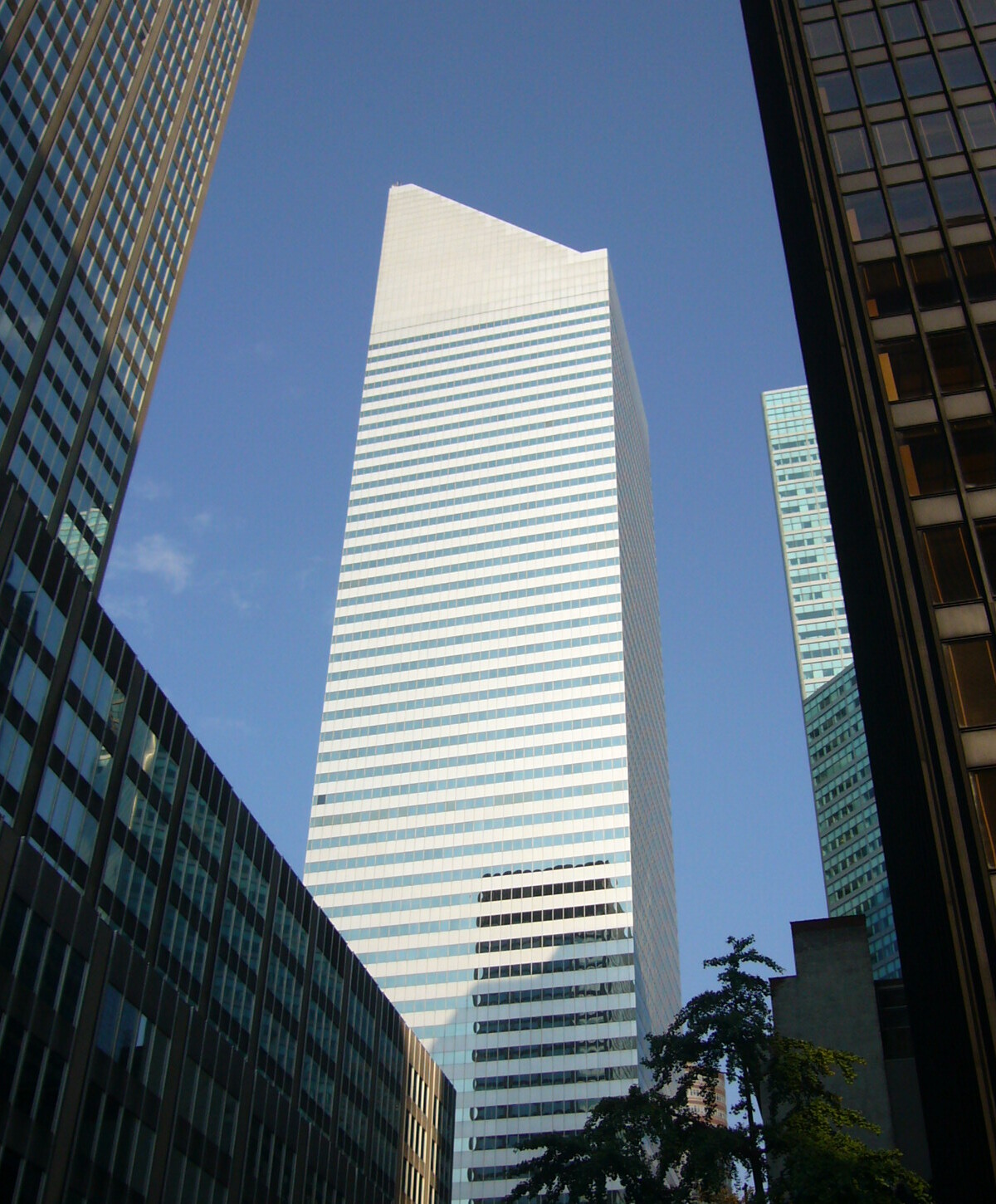
O Citigroup Center visto da Avenida Lexington, entre o 399 Park Avenue (esquerda) e o Edifício Seagram (direita)

O Citigroup Center consiste em uma torre de escritórios e um anexo, com a estrutura da Igreja Luterana de São Pedro ficando na base da torre. A torre foi projetada pelo arquiteto Hugh Stubbins junto com os arquitetos associados da firma Emery Roth & Sons, originalmente para o First National City Bank. Dentre os outros arquitetos principais da firma Hugh A. Stubbins & Associates, Peter Woytuk foi aquele que mais se envolveu no projeto, enquanto o gerente de projeto W. Easley Hammer supervisionou a construção. Além disso, Edward Larrabee Barnes foi o arquiteto consultor, enquanto William LeMessurier e James Ruderman foram os engenheiros estruturais. A empreiteira geral foi a HRH Construction Corporation (que foi comprada Starrett Housing Corporation durante a construção), enquanto a siderúrgica foi a Bethlehem Steel. Várias outras empreiteiras envolveram-se proporcionando outros materiais de construção.

### Forma e fachada
O Citigroup Center tem 278,9 metros de altura acima do solo e 59 andares. Excluindo números de andares não utilizados por conta da base elevada, há 46 andares de escritórios. Era o sétimo edifício mais alto do mundo quando foi finalizado. Além da torre principal, há um anexo de seis ou sete andares. Este vai até a Terceira Avenida e incluí parte do saguão de vendas do edifício.
A torre e o anexo possuem fachadas similares. A fachada é feita de alumínio anodizado e painéis de vidro refletivos. Cada um dos segmentos da fachada têm 3,7 por 2,7 metros e consistem tanto de painéis de vidro quanto painéis de alumínio. Cada janela é feita de vidro duplo com o objetivo de economizar energia; o painel interno é cromado. As janelas em cada andar são separadas por enjuntas de alumínio nivelado. Cada enjunta foi fabricada pela Flour City Architectural Metals, uma empresa de Glen Cove. O alumínio é prateado, semelhante ao do 500 Park Avenue e 28 Liberty Street, porque Stubbins achou que uma cor mais escura não permitiria que observadores "enxergassem os tons e as sombras". A fachada tem 51 milímetros de isolamento, o dobro do que era considerado o normal na época da construção. O alumínio foi polido para refletir o calor da luz solar.

### Telhado
O característico telhado triangular do Citigroup Center fica 48,7 metros acima do último andar de escritórios, estando virado para o sul e inclinado em 45 graus. O telhado originalmente ficaria virado para o oeste e teria terraços, mas os arquitetos giraram o telhado para o sul com o objetivo de acomodar coletores solares, que eles acreditavam que produziriam água quente para desumidificar o ar e reduzir a necessidade de energia para refrigeração. Engenheiros do Instituto de Tecnologia de Massachusetts iniciaram em fevereiro de 1975 um estudo de doze meses sobre a viabilidade da instalação de tal sistema. Esse sistema foi descartado, seja por conta de economias menores do que esperado, o custo dos sistemas mecânicos necessários, problemas de fornecimento ou energia insuficiente produzida pelo sistema.
O projeto inclinado do telhado foi mantido mesmo depois dos planos dos coletores solares terem sido descartados; Stubbins afirmou que o telhado "alivia a uniformidade das torres de topo reto proliferando no centro da cidade". Isto fez do Citicorp Center o primeiro arranha-céu pós-moderno de Nova Iorque com um telhado inteiramente decorativo. O telhado foi equipado com painéis solares em 1983, quando o Citibank e a Consolidated Edison patrocinaram um teste de quatro anos.

### Praça

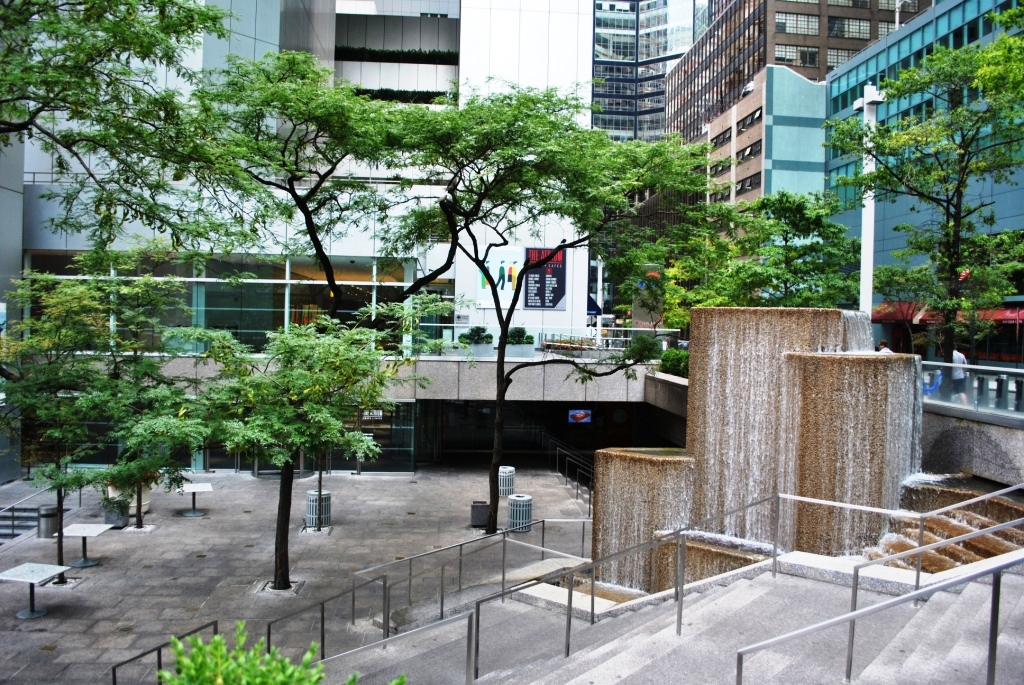
A praça antes da renovação de 2017

Há uma grande praça projetada pela Sasaki Associates em frente do Citigroup Center e que fica 3,7 metros abaixo do nível da rua. Sua presença foi encorajada pela Resolução de Zoneamento de 1961, que concedeu como um "bônus" de zoneamento uma área adicional de andares para empreendimentos que incluíssem espaços abertos fora dos edifícios. Muitos empreendedores se aproveitaram desse bônus, porém a Comissão de Planejamento da Cidade de Nova Iorque descobriu em 1975 que várias dessas praças iam desde "lugares sombrios e desolados" até "proibitivos e totalmente hostis". Em resposta, o Grupo de Projeto Urbano da comissão iniciou estudos para determinar melhores projetos de praças, influenciado a publicação de um manual de projeto em 1975. O projeto da praça do Citigroup Center tinha sido finalizado dois anos antes, incluindo muitos dos mesmos elementos descritos no manual, como uma praça externa, uma área de pedestres coberta e uma arcada cobrindo um quarteirão.
A praça tem uma área de 560 metros quadrados. Sua presença, pelo zoneamento, permitiu que a torre tivesse um coeficiente de aproveitamento máximo de 18:1, maior do que o 15:1 especificado para a área. A praça é acessada por uma escadaria diagonal que se estende a partir da esquina da Avenida Lexington com a Rua 53. No canto sul está a entrada da estação Lexington Avenue/51st Street. A entrada do Citigroup Center substitui duas entradas anteriores da estação na calçada. O lado norte da praça tem uma entrada para a Igreja Luterana de São Pedro. Os empreendedores colaboraram durante a construção com agências públicas que tinham alguma participação, incluindo a Autoridade de Transporte Metropolitano, que opera a estação.
A praça, o saguão de compras interno e as calçadas todos inicialmente tinham pavimentos de piso feitos de tijolos marrons. Havia também um chafariz no centro que foi projetado para esconder o barulho do ambiente urbano, similar ao chafariz do Paley Park não muito distante. O chafariz foi demolido em 2017.

### Igreja Luterana de São Pedro
Na esquina noroeste do Citigroup Center está a Igreja Luterana de São Pedro, o número 619 da Avenida Lexington. O exterior foi projetado por Stubbins e Hammer, enquanto o interior foi mobiliado pela Vignelli Associates. A congregação permitiu que a Citicorp construísse a torre de escritórios apenas se uma nova igreja, estruturalmente separada da torre, fosse construída no mesmo lugar do antigo edifício da congregação. Andrew Alpern e Seymour Durst caracterizaram o acordo como "unindo ecumenicamente Deus e Mamon para o benefício de ambos". Além disso, nada poderia ser construído acima de pelo menos 63 por cento da igreja. Segundo Stubbins, a ausência de conexões estruturais com a torre daria à igreja um "espaço para respirar" próprio. A igreja foi descrita pelo autor David W. Dunlap como o "santuário pós-guerra de maior sucesso arquitetônico" da cidade.
A estrutura tem 18,2 metros de altura acima da rua e 25,9 metros acima da praça do Citigroup Center. Sua fachada é feita de granito Caledônia marrom intercalado com pedra polida. O telhado é revestido de cobre com chumbo. A ideia dos materiais era para que estabelecessem uma identidade distinta para a igreja ao mesmo tempo que a associavam com a torre de escritórios. Uma claraboia divide o telhado da igreja de sudoeste para nordeste, permitindo que pedestres tenham uma visão do interior. Uma janela na esquina da Avenida Lexington com a Rua 54 também permite visualizar o órgão dentro. A intenção de Stubbins era para que o formato da estrutura lembrasse duas mãos "unidas em oração com luz passando entre elas". Arnaldo Pomodoro projetou uma cruz de bronze para o exterior medindo 2,4 metros de altura e 1,8 metros de largura, tendo sido instalada em 1982.
O principal santuário fica adjacente à praça inferior e está aproximadamente 1,5 metros abaixo da praça. O santuário tem bancos móveis e pode acomodar até 850 pessoas. Há também um teatro, uma biblioteca, cozinha, creche, escritórios clericais, camarins, salas de coral e salas de leitura e comunitárias. Dentro há um órgão de 2 175 tubos. Dentro da igreja também há a Capela do Bom Pastor, também chamada de Capela Nevelson, que pode acomodar 24 pessoas; ela foi doada pelo paroquiano Erol Beker e projetada pela escultura Louise Nevelson. O teatro foi usado pela York Theatre. A igreja também sedia um ministério de jazz criado pelo reverendo John Garcia Gensel, que em 1965 se tornou o Pastor da Comunidade de Jazz. O ministério de jazz patrocinou vários programas pelo decorrer dos anos, incluindo performances gratuitas na frente da torre de escritórios. A igreja também já sediou memoriais e funerais para músicos de jazz como Miles Davis, Dizzy Gillespie e Thelonious Monk. A igreja foi seriamente danificada em janeiro de 2021 quando uma tubulação de água quebrou e inundou o espaço.

### Elementos estruturais
Os andares do edifício foram construídos a partir de tubos treliçados. Cada andar mede 47,8 por 47,8 metros, ou 2 227,8 metros quadrados. Os poços dos elevadores e escadas de emergência estão incorporadas em um núcleo de serviço no centro de cada andar. O núcleo tem 20,7 por 20,7 metros, com a área útil ao redor do núcleo tendo menos de catorze metros de largura. O Citigroup Center é feito por 22 mil toneladas de aço, dois quintos da quantidade usada no Edifício Empire State.

#### Palafitas

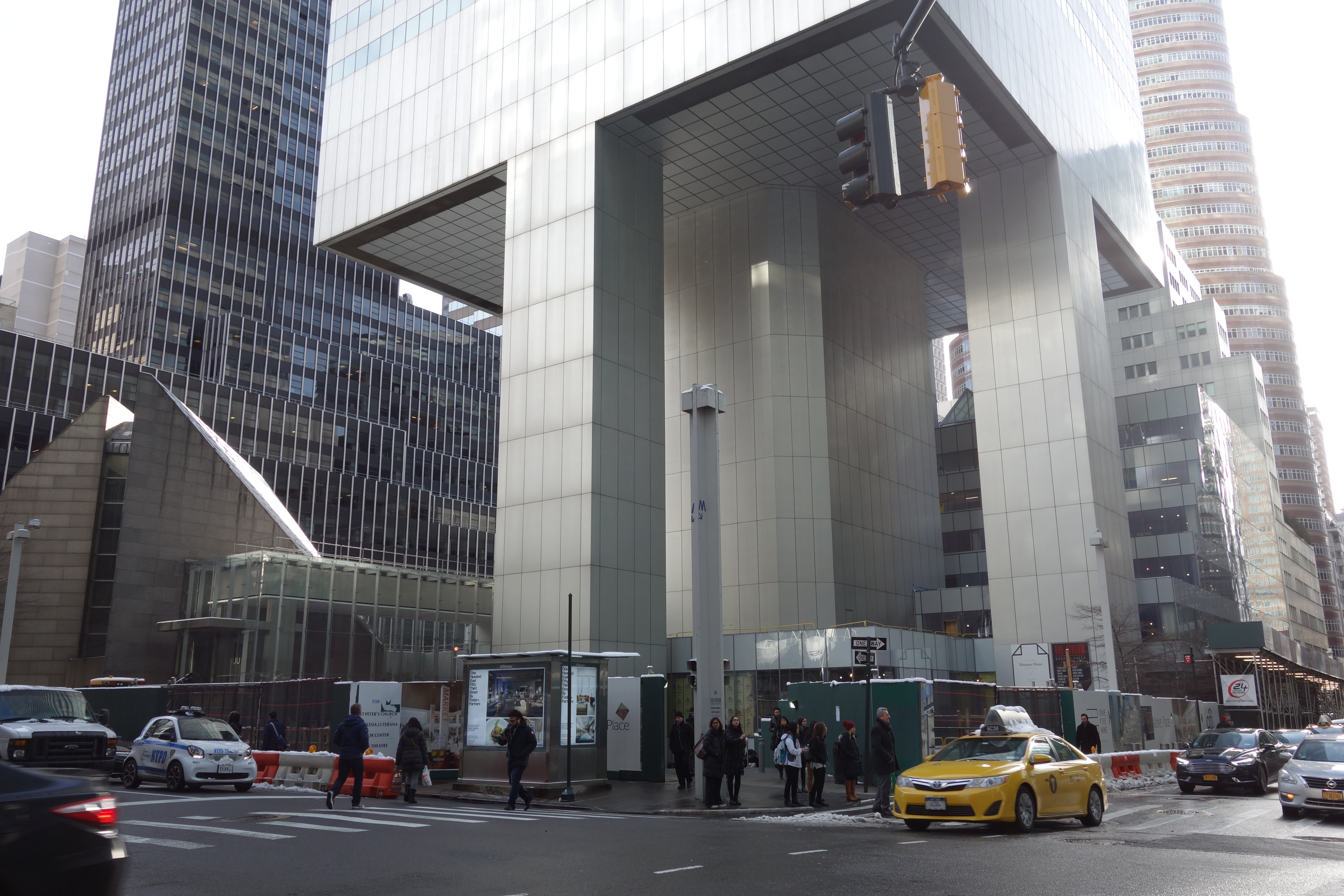
A base do Citigroup Center, com as palafitas de sustentação visíveis

O Citigroup Center é sustentado por quatro palafitas que medem aproximadamente 34 metros de altura, 7,3 metros de largura e 7,3 metros de comprimento. As palafitas estão embaixo do centro das elevações de cada fachada e os cantos do edifício estão em balanço 21,9 metros para fora do núcleo. Segundo Stanley Goldstein do escritório de LeMessurier em Nova Iorque, palafitas no centro das elevações seriam capazes de suportar as forças de ventos de quarto vindos dos cantos. Além disso, as palafitas permitiram que o edifício tivesse uma fundação muito menor do que seria esperado para um prédio de seu tamanho.
Cada palafita é formada por quatro vigas verticais, com as duas vigas externas sendo muito mais pesadas do que as internas. Este projeto impede que as palafitas empenem. Escadas de emergência e dutos mecânicos estão dentro das palafitas. Uma das palafitas foi reforçada em 2002 com escudos de aço e cobre resistentes a explosões mais escoramentos de aço. Também há um núcleo de elevador octogonal no centro do edifício, medindo 18,9 por 21,9 metros e suportando metade cargas estruturais relacionadas à gravidade. O núcleo abaixo do andar de escritórios mais baixo contém apenas elevadores.

#### Chevrons
Acima das palafitas, dentro das paredes do edifício, estão suportes de carga no formato de chevrons invertidos. Cada uma das quatro elevações da fachada possuem seis chevrons de oito andares de altura. As cargas de vento de cada seção de oito andares são transferidas para o centro da armação estrutural, onde "mastros de colunas de transporte" de quinze centímetros de largura se estendem por toda a altura do edifício. Os mastros de colunas têm 76 centímetros de profundidade nas bases, diminuindo para 46 centímetros acima do quadragésimo andar. As vigas diagonais de cada chevron têm 36 centímetros de profundidade e conectam-se com painéis especiais no topo de cada seção de oito andares, tendo 91 centímetros de profundidade. Não há colunas verticais no topo de cada seção de oito andares, onde as vigas diagonais dos chevrons se encontram nos cantos do edifício, desta forma impedindo que as cargas de vento se acumulem dos cantos da torre. O nono andar, o nível mais baixo acima das palafitas, contém uma armação treliçada em que as cargas dos ventos são transferidas para as palafitas. Esse andar é utilizado apenas como um espaço mecânico.
Os chevrons não são visíveis do exterior, mas podem ser vistos a partir dos escritórios dentro; isto é diferente de outras estruturas como o 875 North Michigan Avenue de Chicago, em que as vigas diagonais podem ser vistas do lado de fora. Hammer comentou após a finalização do Citicorp Center que tinha sido um erro esconder os chevrons, enquanto LeMessurier afirmou que Stubbins tinha rejeitado a ideia de chevrons expostos. Os chevrons foram originalmente rebitados uns aos outros com mais de duzentas juntas. Placas de aço de 51 milímetros foram instaladas sobre cada junta depois da crise de engenharia de 1978.

### Interior
A torre contém aproximadamente 120 mil metros quadrados de espaço alugável. O anexo de escritórios tem 25 mil metros quadrados de espaço. Segundo o Departamento de Planejamento Urbano, a área de andar bruta é de 153 663 metros quadrados, já o The Skyscraper Center afirmou que é de 146 683 metros quadrados.

#### Base

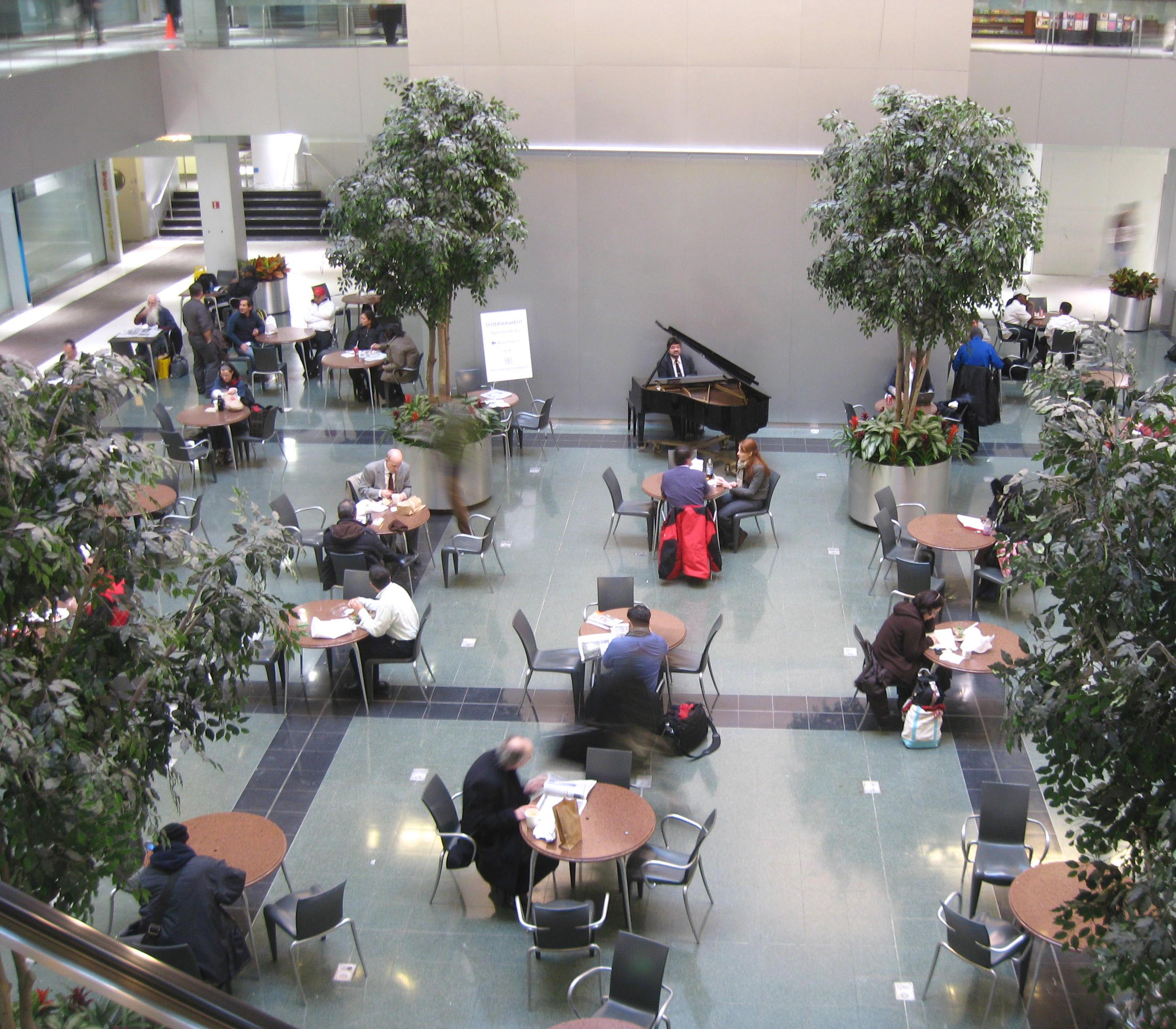
O saguão público

O saguão principal de entrada do Citigroup Center fica no meio da frente virada para a Avenida Lexington, do outro lado de uma ponte que também leva a uma entrada da Igreja Luterana de São Pedro. A entrada principal consiste em uma caixa de vidro com pé direito duplo, armações de aço e 21 metros de comprimento. O saguão foi construído como parte da renovação de 2010.
Há um saguão de vendas de três andares na base das palafitas, originalmente chamado de o Mercado. O nível mais baixo mede 26 metros de altura com uma claraboia de 27,4 por 30,4 metros. Há uma entrada para o nível mais baixo do saguão de vendas na esquina da Terceira Avenida com a Rua 54, enquanto na Rua 54 há uma entrada para o segundo nível. As vitrines foram projetadas para combinarem com a praça e a rua, tendo pisos e paredes externas transparentes semelhantes. Segundo Arthur E. Driscoll, vice-presidente de gestão imobiliária do Citibank, a intenção era que as lojas fossem um comprometimento com a cidade, um símbolo corporativo e uma atração turística. O banco apresentou uma exibição de ferromodelismo na espaço anualmente em dezembro de 1987 até 2008. O saguão de compras foi renomeado As Lojas no Citicorp Center em 1995 e depois o Átrio em 2016.

#### Elementos mecânicos
Os elevadores e as escadas ficam aglomerados no núcleo central. Há vinte elevadores de dois andares construídos pela Otis por sete milhões de dólares. Cada deque superior e inferior dos elevadores só atendem andares pares ou ímpares, mas os visitantes podem passar de um andar ímpar para um par em escadas rolantes. Cada elevador tem duas cabines padrão que operam simultaneamente no mesmo fosso. Os elevadores custam 25 por cento mais do que elevadores normais, porém permitiram uma redução de 24 por cento na área por andar tomada pelos fossos, como teria sido o caso com 26 elevadores normais. Os elevadores de dois andares do Citigroup Center foram provavelmente os primeiros de seu tipo instalados em Nova Iorque desde a finalização do 70 Pine Street em 1932. No total há 38 elevadores.
Um sistema de "supercorreio" entregava as correspondências de cada inquilino quando o Citicorp Center foi finalizado. O correio era separado no porão e transferido para cada andar por elevadores, de onde era transportado manualmente para cestas fixas. O edifício também tinha 2,5 mil sensores para monitoração dos sistemas mecânicos, como climatização, iluminação, eletricidade, chuveiros automáticos, segurança e elevadores. Os equipamentos mecânicos ficam dentro do telhado inclinado.
A intenção era que o edifício fosse energeticamente eficiente quando comparado com seus contemporâneos. Seu abastecimento de água era todo de água fria; calor dos sistemas mecânicos eram recirculados para aquecer a água e os escritórios. Estes eram refrigerados com o ar externo quando possível. As lâmpadas fluorescentes, fabricadas pela Joseph Loring & Associates, foram instaladas com painéis de vidro para que sua luz fosse espalhada por uma área mais ampla. Apesar dos coletores solares no telhado não terem sido instalados, os outros elementos tinham a intenção de reduzir o uso energético em até 42 por cento quando comparado com edifícios de tamanho similar. Um sistema convencional de ar condicionado era usado durante o verão, compensando qualquer economia de energia alcançada pela fachada refletora de calor.
O Citicorp Center foi o primeiro arranha-céu de Nova Iorque equipado com um amortecedor de massa sintonizada. Ele fica dentro do espaço mecânico do telhado e foi projetado para neutralizar movimentos de balanço devido ao vento e reduzir movimentos relacionados ao vento em até cinquenta por cento. O equipamento pesa aproximadamente 360 toneladas e inclui um bloco de concreto medindo 9,1 por 9,1 por 1,8 metros. O bloco fica posicionado em uma chapa de aço revestida de óleo e possui dois mecanismos de mola, um para neutralizar movimentos norte-sul e outro para leste-oeste. A instalação do equipamento custou 1,5 milhões de dólares. Por comparação, teria custado cinco milhões de dólares reduzir o movimento do prédio por meio da adição de 2,5 mil toneladas a mais de aço.

## Impacto

### Recepção

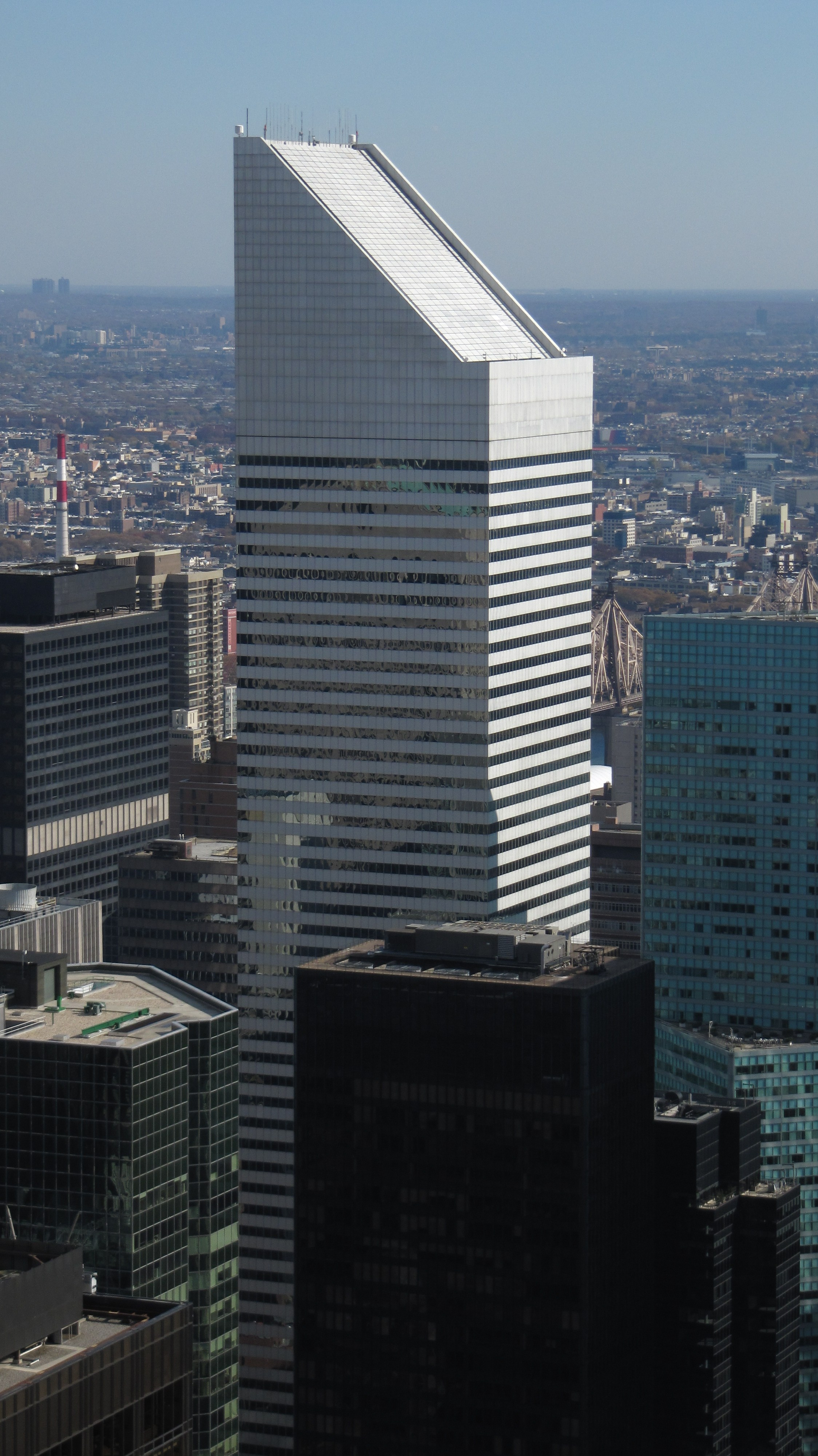
O Citigroup Center visto do observatório do Rockefeller Center

O Citicorp Center recebeu grande atenção da mídia durante a seus anos de construção por ter sido um de apenas três edifícios aprovados em Manhattan em 1974. A autora arquitetônica Ada Louise Huxtable criticou o projeto do edifício no The New York Times depois dele ter sido anunciado, afirmando que a torre "não tem nem o romanticismo nem o racionalismo estrutural, mas, em vez disso, parece ter sido meticulosamente inventado com uma lógica torturada por meio de uma série de compromissos pragmáticos e estéticos". Huxtable assumiu um tom menos severo enquanto o edifício estava sendo finalizado, afirmando que ele continha um "claro desejo por qualidade de projeto" apesar dos retrocessos de sua forma e telhado. William Reel do New York Daily News descreveu o prédio como uma típica estrutura de escritórios de Nova Iorque que atrairia atenção apenas se fosse construído em outro lugar. Suzanne Stephens da revista New York disse que o edifício era simplesmente uma versão modificada do arranha-céu da década de 1950, considerando que o telhado e a base eram um desperdício de espaço.
A recepção foi mista assim que o Citicorp Center foi finalizado. O crítico arquitetônico Paul Goldberger escreveu no The New York Times que o telhado era incomum e que o edifício tinha uma fachada refletiva e uma forma variada, mas que o projeto geral não era especialmente inovador. Já o crítico Jack Egan expressou opiniões parecidas no The Washington Post, afirmando que o prédio tinha elementos distintos, porém não era atrativo para a nostalgia nem inovação. Huxtable considerou a praça um sucesso arquitetônico, mas destacou em janeiro de 1978 que poucas pessoas a utilizavam. August Heckscher II, ex-comissário de parques de Nova Iorque, descreveu o interior como "uma comodidade na qual todos podemos nos alegrar". Mesmo assim, Heckscher achou que o revestimento prateado do átrio e luminárias eram pouco acolhedores e sugestivos de ambientes fechados, enquanto Stephens disse que os benefícios do átrio não transcendiam os limites de classe.
Outros críticos descreveram o Citicorp Center de forma mais positiva. O historiador e escritor John Tauranac descreveu a torre como o "novo arranha-céu mais dramático" de Nova Iorque desde a finalização do 30 Rockefeller Plaza décadas antes. O arquiteto e autor Robert A. M. Stern comentou que o edifício era o somatório do "caráter arquitetônico e urbanístico único que fez da Rua Cinquenta e Três de uma vez só um enclave dentro de midtown e um microsmo da própria midtown". O urbanista e sociólogo William H. Whyte falou positivamente da estrutura por sua justaposição de elementos de projeto, como a praça externa e calçada. O edifício também foi elogiado por publicações de fora da área de Nova Iorque. William Marlin do The Baltimore Sun descreveu o Citicorp Center como simultaneamente tendo um visual sofisticado e simples, enquanto o jornal britânico The Observer escreveu que o edifício era uma "contribuição única" para o horizonte de Manhattan.

### Premiações
O Clube Municipal de Nova Iorque concedeu ao Citicorp Center em 1978 o Prêmio Bard, que reconhece "excelência em arquitetura e projeto urbano". No mesmo ano, o Instituto Americano de Construção de Aço deu à Citicorp o Prêmio Arquitetônico de Excelência pelo projeto do edifício. O Instituto Americano de Arquitetos premiou a Citicorp em 1979 com seu Prêmio de Honra, enquanto a Hugh Stubbins and Associate foi premiada em 1981 com o Prêmio Memorial Reynolds do mesmo instituto por conta do uso de alumínio no projeto. Uma pesquisa realizada pelo instituto em 2007 colocou o Citigroup Center entre os 150 edifícios mais populares dos Estados Unidos.